# Imre Polyák
Imre Polyák (ur. 16 kwietnia 1932 w Kecskemécie, zm. 15 listopada 2010 w Budapeszcie), węgierski zapaśnik. Wielokrotny medalista olimpijski.

## Kariera sportowa
Walczył w stylu klasycznym, w kategorii piórkowej (do 62 i 63 kg). Brał udział w czterech igrzyskach (IO 52, IO 56, IO 60, IO 64), za każdym razem zdobywał medale. Największy sukces odniósł na igrzyskach w 1964, zwyciężając w wadze do 63 kg. Na trzech poprzednich igrzyskach sięgał po srebro. Był mistrzem świata w 1955, 1958 i 1962 oraz srebrnym medalistą tej imprezy w 1961 (do 67 kg) i 1963. W 1958 i 1962 był wybierany sportowcem roku na Węgrzech.